# Ramses (Sohn von Ramses II.)

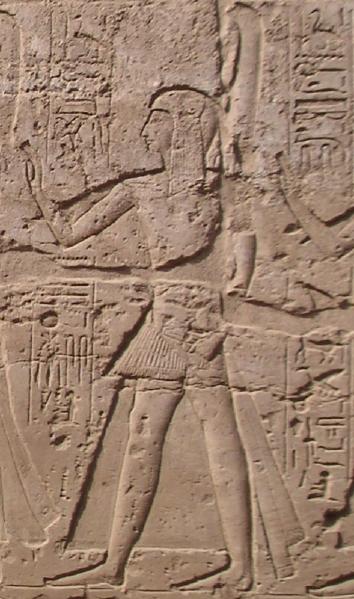
Abbildung des Prinzen im Tempel von Luxor

Ramses war ein Sohn von Ramses II. und seiner Großen königlichen Gemahlin Isisnofret. Er war der erste Sohn aus dieser Verbindung und der zweite Sohn des Herrschers. Ramses ist wahrscheinlich schon vor der Thronbesteigung seines Vaters auf die Welt gekommen. Nach dem Tod von Amunherchepeschef (um das 25. Regierungsjahr des Herrschers), welcher der erstgeborene Sohn des Königs und damit Kronprinz war, übernahm dann Ramses die Rolle des Kronprinzen. Ramses starb etwa im 50. Regierungsjahr von Ramses II. Neben seiner Rolle als Kronprinz trug Ramses auch militärische Titel. In dieser Funktion nahm er an der Schlacht bei Kadesch teil.